# Carole Davis
Carole Raphaelle Davis (* 17. Februar 1958 in London, Vereinigtes Königreich) ist eine britische Schauspielerin und Sängerin.

## Leben
Davis war als Model tätig und posierte 1978 für den Playboy. 1980 posierte sie für das Penthouse-Magazin unter dem Namen Tamara Kapitas und wurde im Januar 1980 Penthouse-Model des Monats und 1981 zweite bei der Wahl des Models des Jahres. Davis begann ihre Filmkarriere 1981 mit dem Klamaukfilm Manche mögens prall an der Seite von Samantha Fox und Dolly Dollar. Im selben Jahr spielte sie im Horrorfilm Piranha 2 – Fliegende Killer, dem ersten Spielfilm von Regisseur James Cameron, neben Lance Henriksen und Tricia O’Neil. 1987 war sie in der Komödie Mannequin in der Rolle der Roxie Shield zu sehen. Mit Beginn der 1990er Jahre war sie häufiger für das Fernsehen tätig. Ihr Fernsehdebüt hatte Davis 1984 in der Serie Das A-Team; in den 1990er Jahren spielte sie unter anderem Gastrollen in Star Trek: Raumschiff Voyager und Sex and the City. Zu ihren weiteren TV-Rollen zählen Auftritte in Angel – Jäger der Finsternis und 2 Broke Girls.
1989 veröffentlichte sie bei Warner Bros. mit Heart of Gold ihr erstes Studioalbum, auf dem sie eine eigene Version von dem Song Slow Love singt; ursprünglich hatte sie das Stück zusammen mit Prince komponiert, der es auf seinem Album Sign o’ the Times (1987) herausbrachte. 1993 folgte bei Atlantic Records ein weiteres Album. Keines ihrer beiden Alben erzielte einen nennenswerten kommerziellen Erfolg.
Ihre Tochter aus der 2004 geschiedenen Ehe mit Stewart Eisenberg ist seit 2013 mit Simon Cowell liiert.
Davis hat für The Jewish Journal eine Reihe von Artikeln über Antisemitismus in Europa geschrieben.  Als Schriftstellerin ist sie Autorin von The Diary of Jinky, Hund einer Hollywood-Frau, einem Sachbuch über Hollywood-Exzesse und Angst vor dem menschlichen Status, das aus der Sicht eines Hundes der in seinem Käfig auf seine Einschläferung wartet geschrieben wurde. Sie hat Beiträge für verschiedene Tierschutzpublikationen verfasst, darunter das American Dog Magazine, für das sie auch als investigative Journalistin tätig war. Sie hatte eine Tierschutzkolumne auf Newsvine und betrieb ihren eigenen Blog Hollywood Dog über Blogspot und war Mitinitiatorin der französischen MeToo-Bewegung. Sie ist die Westküstendirektorin der Companion Animal Protection Society, einer nationalen gemeinnützigen Organisation, die Welpenfarmen und Zoohandlungen untersucht.

## Filmografie (Auswahl)

### Fernsehen
- 1984: Das A-Team (The A-Team)
- 1996: Hinterm Mond gleich links (3rd Rock from the Sun)
- 1996: Star Trek: Raumschiff Voyager (Star Trek: Voyager)
- 1998: Sex and the City
- 2002: Office Girl
- 2004: Angel – Jäger der Finsternis (Angel)
- 2007: Scrubs – Die Anfänger (Scrubs)
- 2007: Veronica Mars
- 2013: 2 Broke Girls

### Film
- 1981: Piranha 2 – Fliegende Killer (Piranha Part Two: The Spawning)
- 1984: Flamingo Kid (The Flamingo Kid)
- 1987: Mannequin
- 1990: Känguruh Carlos (The Shrimp on the Barbie)
- 1991: Teen Agent – Wenn Blicke töten könnten (If Looks Could Kill)
- 2010: Verrückt nach dir (Going The Distance)
- 2013: Manhood
- 2017: The Queen of Hollywood Blvd